# フアン・ルイス・アンチア
フアン・ルイス・アンチア (Juan Ruiz Anchía) はスペイン出身の撮影監督。

## 略歴
ビルバオ出身。ハリウッドのアメリカン・フィルム・インスティチュート（AFI Conservatory）で学んだ。

## 主な作品
- マリアの恋人 Maria's Lovers (1984)
- ロンリー・ブラッド At Close Range (1986)
- 第七の予言 The Seventh Sign  (1988)
- ネイキッド・タンゴ Naked Tango (1990)
- 愛の選択 Dying Young (1991)
- 摩天楼を夢みて Glengarry Glen Ross (1992)
- 心のままに Mr. Jones (1993)
- ジャングル・ブック Rudyard Kipling's The Jungle Book (1994)
- ピノキオ The Adventures of Pinocchio   (1996)
- ロルカ、暗殺の丘 The Disappearance of Garcia Lorca (1996)
- NYPD15分署 The Corruptor (1999)
- マイアミ・ガイズ -俺たちはギャングだ- The Crew (2000)
- フォーカス Focus (2001)
- コンフィデンス Confidence (2003)
- イノセント・ボイス 12歳の戦場 Innocent Voices (2004)
- アイ・カム・ウィズ・ザ・レイン I Come With The Rain (2009)
- BUNRAKU Bunraku (2010)